# Рукопожатность и нерукопожатность
«Рукопожа́тность» (рукопожатость) и «нерукопожа́тность» — неологизмы:405, историзмы:405 и окказионализмы:176 русского языка. 
«Рукопожатным» определяется человек, достойный уважения, которому не стыдно подать (пожать) руку, а «нерукопожатным» — человек, которому приличные люди не подают руки, с которым стыдно общаться:403. «Рукопожатность» в сознании носителей языка практически всегда ассоциируется с либеральной интеллигенцией:407.

## Причины распространения
Советский и российский лингвист Елена Шмелёва отмечает, что если такие слова и существовали когда-то ранее в русском языке, то, очевидно, употреблялись крайне редко и в узких социальных группах:407. Автор в 2014 году пришла к выводу, что эти слова в настоящее время получили популярность, потому что «отражают дух времени и стиль общения в социальных сетях». Шмелёва озвучивает версию нескольких блогеров, которые считают, что моду на эти слова задал какой-то известный человек (возможно, Дмитрий Медведев, который был в 2008—2012 годах президентом Российской Федерации), а всплеск активности употребления слов при этом обнаруживается в августе 2010 года:407.
Исследователи Ю. Акимова, В. Лебедев и З. Минеева пишут, что одно из первых употреблений однокоренного сложного прилагательного «нерукоподатный» связано с передачей Владимира Соловьёва «К барьеру» 2007 года, когда телеведущий назвал «нерукоподатным» Эдуарда Лимонова:177.
Украинский филолог Лара Синельникова считает, что «динамика политического дискурса создаёт особую интерактивную среду общества и власти и объясняет постоянное пополнение политического словаря, прежде всего через фиксацию неологизмов (например, оценка политической личности через номинацию „рукопожатность“ или „нерукопожатность“)»:246.

## Версии происхождения слов
Шмелёва сообщает, что самый ранний пример употребления слова «нерукопожатный», который ей удалось обнаружить, встретился в русской эмигрантской печати в статье писателя-перебежчика Григория Климова «Протоколы советских мудрецов» и датируется 1981 годом: «На это Солженицын заявил в печати, что это, дескать, не президент Форд считает его нерукопожатной личностью, а наоборот — это он, Солженицын, не хочет осчастливить президента Форда своим визитом!»:406.
Шмелёва при этом допускает, что есть и более ранние примеры использования. В частности, пишет она, в Москве в 1992 году впервые на русском языке была опубликована книга Дмитрия Леховича «Белые против красных. Жизнь генерала Антона Деникина», в которой встречается слово «нерукопожатный»: «Савинкову они вообще не доверяли, а поведение после корниловского выступления ставило его в глазах офицерства в категорию „нерукопожатных“ людей». Предисловие данной книги сообщает, что русский текст был подготовлен автором практически одновременно с английским изданием книги в 1947 году, и, если он не был подвергнут поздней редакторской обработке, Шмелёва не исключает, что слово «нерукопожатный» бытовало в русской эмигрантской среде ещё в послевоенные годы. Есть также версия, что в русскую эмиграцию «нерукопожатность» перекочевала ещё из среды революционной интеллигенции, в частности, Дмитрий Ермольцев замечал в 2012 году: «Возрождаются своеобразные повадки революционной интеллигенции, которую хлебом не корми, лишь бы кому руку не подать, желательно — всем миром»:407.
В ряде источников авторство «нерукопожатности» приписывается диссиденту Лидии Чуковской. Так, например, считает журналист Ксения Туркова. Шмелёва пишет, что рассматривающие автором «нерукопожатности» Чуковскую тем самым относят слово к диссидентскому дискурсу 1960-1970-хх годов — периоду широкого распространения в самиздате статей и писем Чуковской в защиту Синявского и Даниэля, Бродского, Солженицына и других авторов. Журналист Антон Носик утверждает, что помнит слово «нерукоподатность» с детства. Он пишет: «Мама моя в 1970‑е годы употребляла это слово. То есть, может быть, она его и в 1960‑е тоже употребляла, просто у меня не было возможности его тогда понять»:406-407.
Доктор филологических наук Л. В. Соснина отмечает, что первым в телеэфире слово «нерукоподатный» употребил В. Соловьев в передаче «К барьеру» 2007 года.

## Лингвистический анализ
Несмотря на то, что слов «рукопожатный» — «нерукопожатный» нет в словарях русского языка, их значение понятно как носителям русского языка, так и иностранцам, изучающим этот язык. «Рукопожатный» — это человек, достойный уважения, которому не стыдно пожать руку, а «нерукопожатный» — тот, которому приличные люди не подают руки. И хотя значения этих слов в целом понятны, стоящие за ними представления о жизни воспринимаются многими носителями русского языка как необычные. Часть носителей языка считает, что это новые слова и новая категория оценки человека и его поведения, другая часть думает, что это устаревшие, забытые слова и понятия. В зависимости от данных представлений об истории понятия «(не)рукопожатность», слова могут рассматриваться и как неологизмы, и как историзмы:404.
Особенно популярны слова «рукопожатный» — «нерукопожатный» при передаче информации по Интернету:407.
Сайты, специализирующиеся на подборе синонимов, включают новобразования в словники. Например, в интернет-словаре синонимов даётся четыре определения к слову нерукопожатный — бессовестный, непорядочный, неразборчивый в средствах, нечистоплотный. Шмелёва отмечает, что принимая во внимание ассоциативное значение слова, имеющего яркую эмоциональную окраску, частоту употребления в современном русском языке, функциональные особенности лексемы и её мотивированность, слово включается в интернет-словники, но оно само и его производные пока не настолько освоены русским языком, чтобы в ближайшем будущем появиться в словарях:409. Интернет изменяет частоту и скорость вхождения окказиональных (случайных, единичных) словообразований в массовый обиход, тогда как процесс вхождения новых языковых единиц в структуру языка на постоянной основе имеет неодинаковую скорость на всех уровнях в плане его пополнения.
Авторы Ю. Акимова, В. Лебедев и З. Минеева предполагают, что окказионализм «рукопожатность» образован от имени прилагательного. Слово само по себе выражает высшую степень одобрения, что проявляется в одиночном восклицании «Рукопожимаю!». По мнению исследователей, генетически первым было префиксальное прилагательное со значением негации, и в этом заключается общая логика появления подобных неологизмов: «первыми вербализуются более сильные негативные эмоции; слово прижилось и дало жизнь абстрактным существительным на „-ость“»:177:38-39.

## В культуре и обществе
На сайте латвийского русскоязычного издания Meduza с 2015 года предлагается игра «Рукопожатность», с двумя опциями, в которой можно играть от имени «либерала» или «патриота».
Некоторые исследователи считают, что мем «рукопожатный» был популяризирован в интернет-коммуникации, блогах, форумах, социальных сетях вымышленным сатирическим персонажем Львом Щаранским. Персонаж, не будучи автором неологизма, предложил своё определение: «рукопожатный» — это «человек, которому не устыдятся пожать руку демократические журналисты, оппозиционеры, диссиденты, геи-активисты. Можно сказать, представляет собой самого креакла». В этом значении мем «рукопожатный» закрепился в медиапространстве и позиционируется показательным примером образа мышления либералов-западников, признаком радикальной либеральной идеологии. От мема произошло множество производных, также активно употребляемых в блогосфере слов. Например, глагол «рукопожимать» означающий наивысшую степень одобрения, слово «рукопожометр» — некий вымышленный прибор для измерения «рукопожатности» и другие.
Социальные механизмы отсечения индивидуума или части общества путём ограничения общения существовали с дописьменной древности, с античности, например, наиболее известным примером стал остракизм. Нерукопожатность часто становится первым шагом на пути к распространённой на западе «культуре отмены» (англ. cancel culture), при которой человек, как правило, известный и обладающий высоким положением подвергается осуждению в социальных или профессиональных сообществах, как в онлайн-среде и в социальных медиа, так и в реальном мире, и которую часто критикуют как ограничение свободы слова.
В России слово рукопожатный/нерукопожатный сравнительно недавно введено в оборот, часто используется в интернете, в основном, в медийной сфере, в качестве нового «модного» слова, в статьях, на различных сайтах («рукопожатный национализм») для привлечения внимания аудитории, часто приобретая негативный оттенок («в отличие от „рукопожатных“ западных СМИ»).